# Sphaerosoma corcyreum
Sphaerosoma corcyreum is een keversoort uit de familie Alexiidae. De wetenschappelijke naam van de soort is voor het eerst geldig gepubliceerd in 1883 door Reitter.